# Fogoly (madárfaj)

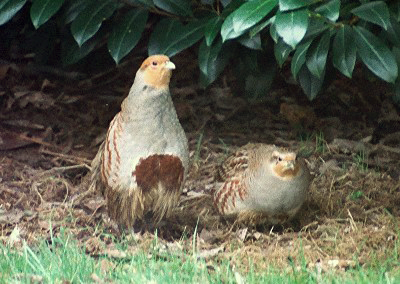
Jellegzetes barna hasi folt

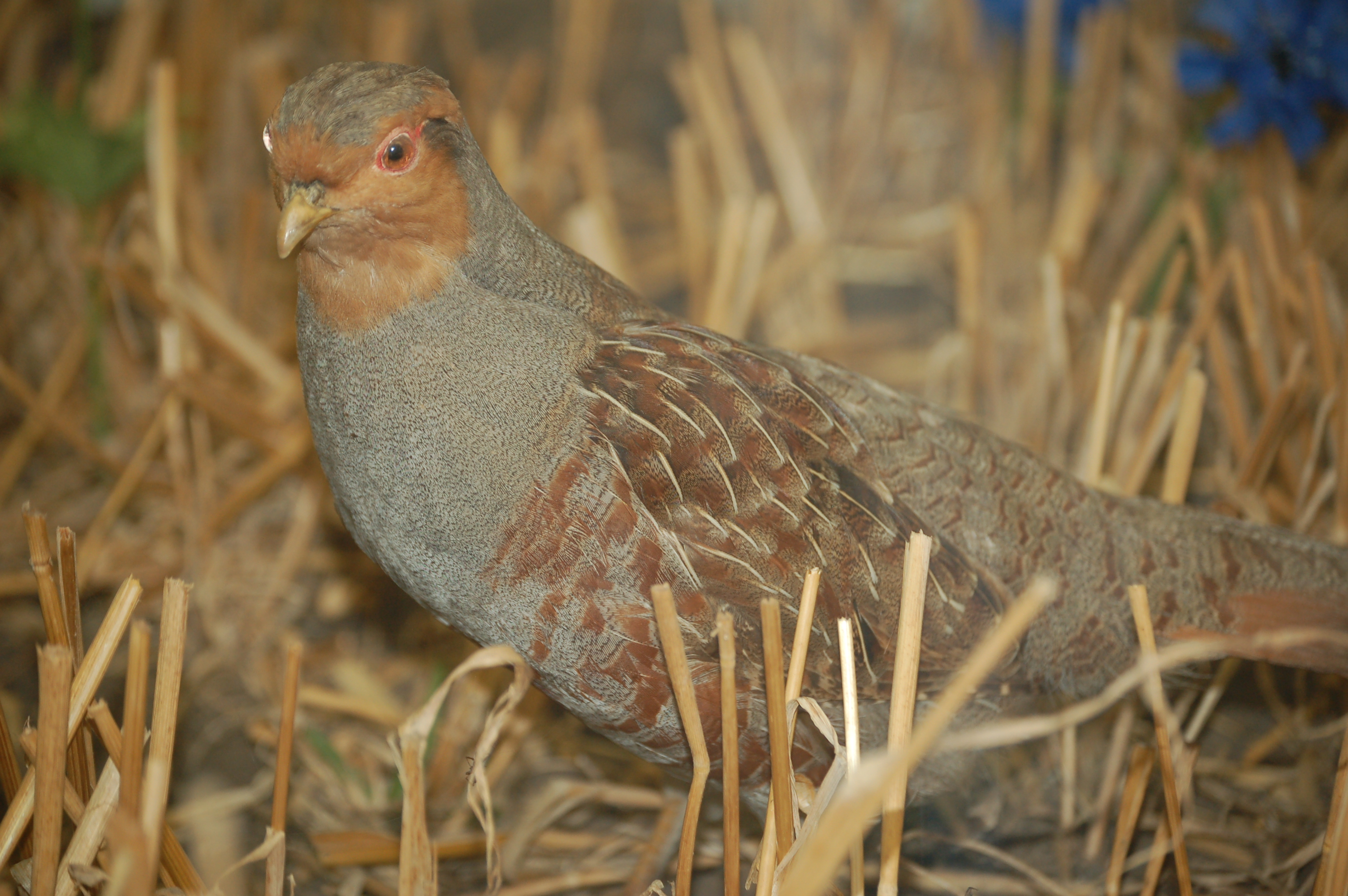

A fogoly (Perdix perdix) a madarak osztályának tyúkalakúak (Galliformes) rendjébe és a fácánfélék (Phasianidae) családjába tartozó faj. A Magyar Madártani és Természetvédelmi Egyesület 1987-ben „Az év madarává” választotta.

## Előfordulása

### Elterjedése
Európa mérsékelt övi részétől, Írországtól a Jenyiszejig terjedt el, a természetes sztyeppkörnyezetben őshonos.
Eredeti hazáján kívül betelepítették Új-Zéland, Kanada és az Egyesült Államok területére is.
Ezeken kívül világszerte sokfelé próbálták betelepíteni (az Orkney-szigetekre, a Külső-Hebridákra, Norvégiába, a Hawaii szigetekre, a Fidzsi-szigetekre, Ausztráliába, Tasmaniába és Chilébe), de sikertelenül.

### Élőhelye
A mezők madara, a megművelt, de változatos vidékeken érzi jól magát, azonban megkívánja közelében a sűrű bokrosokat, kisebb erdőrészeket, de legalábbis gazos bozótokat, ahol búvóhelyet találhat. A szálerdőt kerüli, csak az erdőszéleket keresi föl, s éppen úgy idegenkedik a nedves, mocsaras helyektől, kivéve ha ezek között kis erdőcskék, vagy jól kiemelkedő szigetek vannak.

## Alfajai
- Perdix perdix perdix – Dél-Skandinávia, Nagy-Britannia, Észak-Franciaországtól egészen Görögországig
- Perdix perdix sphangnetorum – Észak-Hollandia, Északnyugat-Németország
- Perdix perdix hispaniensis – Közép-Pireneusok, Kantábria és Észak-Portugália
- Perdix perdix armoricana – Franciaország
- Perdix perdix italica – Appennini-félsziget
- Perdix perdix hungarian – Észak-amerika, U.S.A, Kanada
- Perdix perdix lucida – Finnországtól kelet felé az Urál-hegységig, délnyugat irányba a Fekete-tengerig, Kaukázus északi része
- Perdix perdix robusta – Urál-hegység, Szibéria, Kaszpi-puszták
- Perdix perdix canescens – Törökország, Dél-Kaukázus, Észak- és Északnyugat-Irán
- Perdix perdix arenicola
- Perdix perdix borkumensis
- Perdix perdix furvescens

## Megjelenése
Testhossza 29-31, szárnyfesztávolsága 45-48 centiméter, testtömege 350-450 gramm. Csőrét csekély viaszhártya borítja, orrgödrei csupaszok, teste zömök. A csűdjének vértezése elöl-hátul kétsoros. Tollazata a nem, kor, sőt a tájék szerint is eléggé különböző s ha nem is csillogó, de mégis kellemes benyomású. A vén kakas homloka, szemöldöksávja, torka és a fej oldalai világos rozsdaszínűek, a nyak eleje és oldala meg a begye hamvasszürke, finom, fekete harántvonalakkal hullámosan tarkítva; feje búbja barnás, sárgás szárfoltocskákkal; háta szürke, rozsdavörös harántszalagokkal, világos szárfoltokkal és finom, zegzugos vonalkákkal; alsó testének oldalai szürkék, vörösbarna harántfoltokkal, a has fehéres, közepén nagy, gesztenyebarna vagy rozsdabarna patkóval. A farktollai rozsdabarnák, a középső négy rozsdasárgás, szürkés és sötétbarna, finom csíkozással és apró foltozással. A farcsík a négy középső tollhoz hasonlószínű; alsó farkfedői rozsdasárgásak, barnán pettyezve; alsó szárnyfedői fehérek, nagy evezői feketésbarna alapon rozsdasárgás harántszalagokkal és foltokkal tarkítottak. A kis és középső szárnyfedők belső zászlója gesztenyevörös, középen pedig kirívó agyagsárgás-fehér, keskeny hosszanti szárfolt van. Szemei dióbarnák, a szeme körül lévő keskeny, csupasz gyűrű és a fül felé húzódó, háromszögletű csupasz rész vörös; csőre kékesszürke, lábai hamvaskékek vagy szaruszürkék. A tyúk kisebb, hasonlít a kakashoz, de kevésbé szép, patkója nem olyan nagy, fakóbb háta pedig sötétebb.

## Életmódja
Tápláléka magvakból, kis részben rovarokból áll; különösen a fiatal egyedek fogyasztanak sok rovart, ami fontos fehérjeforrás a számukra. A fogoly ragaszkodik élőhelyéhez, csak tartósan kemény tél esetén kóborol, de ez a szétszóródás jelentős pusztulással fenyeget.

## Szaporodása
A fogoly monogám madár, egy életre választ párt. Talajmélyedésbe kapart, fűvel bélelt fészkét többnyire árokszéleken, erdőssztyepp jellegű réteken készíti. Április végén, vagy május elején kezd a fogolytojó (vagy tyúk) a tojásrakáshoz A fészekalj általában 8-10 tojásból áll, de nem ritka az ennél nagyobb fészekalj sem. A tojások átlagban 33 mm hosszúak, 26 mm szélesek, körtealakúak, simák, kissé fényesek, színük halvány zöldesbarnás-szürke. A tojásokon 24-25 napig csak a tojó kotlik, a hím (vagy kakas) a közelben őrködik. A csibék a kikelés után szinte azonnal elhagyják a fészket, kéthetes korukig apró rovarokat fogyasztanak. A szülők vezetésével tavaszig egy csapatot alkotnak, akkor egy idegen csapatból párt választanak maguknak.

## Védettsége
Vadászható faj, október 1-jétől december 31-ig, kizárólag mesterséges kibocsátás esetén és külön engedéllyel.

## Magyar szakirodalom
- Faragó S. 1986. A fogoly (Perdix perdix Linné, 1758) Magyarországon. Nimród Fórum (10): 1–18 (1986. október)
- Faragó S. 1987? A fogoly. Legkedvesebb madaraink 12. Magyar Madártani Egyesület, Budapest, 18 o.
- Festetics P. 1938. A fácán és fogoly tenyésztése, óvása és vadászata. Hubertus vadászkönyvtár. „Pátria” Irodalmi Vállalat és Nyomdai Rt., Budapest, 152 o.
- Nagy E. 1971. A fácán és a fogoly intenzív tenyésztése. Mezőgazdasági Könyvkiadó, Budapest, 231 o.
- Szederjei Á. és Studinka L. 1962. Nyúl, fogoly, fácán. Mezőgazdasági Kiadó, Budapest, 287 o.